# غوراي فورال
غوراي فورال (بالتركية: Güray Vural)‏ هو لاعب كرة قدم تركي في مركز الوسط، ولد في 11 يونيو 1988 في أفيون قره حصار في تركيا. شارك مع منتخب تركيا تحت 21 سنة لكرة القدم. أما مع النوادي، فقد لعب مع دينيزلي سبور وطرابزون سبور ونادي بلدية آكهيسار سبور.

## وصلات خارجية
- غوراي فورال على موقع الاتحاد الأوربي (الإنجليزية)
- غوراي فورال على موقع اتحاد تركيا (لاعب) (الإنجليزية)
- غوراي فورال على موقع قاعدة بيانات كرة القدم.إي يو (الإنجليزية)
- غوراي فورال على موقع Soccerway.com (الإنجليزية)
- غوراي فورال على موقع عالم كرة القدم.نت (الإنجليزية)